# Árguslappantyú-formák
Az árguslappantyú-formák (Eurostopodinae) a madarak osztályának a lappantyúalakúak (Caprimulgiformes) rendjébe és a lappantyúfélék (Caprimulgidae) családjába tartozó alcsalád.
Egyes rendszerben különálló családként kezelik Eurostopodidae néven, mások nem használják alcsaládként sem.

## Rendszerezés
Az alcsaládba az alábbi 2 nem és 7 faj tartozik:
- Eurostopodus (Gould, 1838) – 5 faj
  - árgus lappantyú (Eurostopodus argus)
  - bajszos lappantyú (Eurostopodus mystacalis)
  - Salamon-szigeteki füleslappantyú (Eurostopodus nigripennis)
  - új-kaledóniai füleslappantyú (Eurostopodus exul)
  - ördöglappantyú (Eurostopodus diabolicus)
  - pápua lappantyú (Eurostopodus papuensis)
  - Archbold-lappantyú (Eurostopodus archboldi)
- Lyncornis – 2 faj
  - maláj lappantyú (Lyncornis temminckii vagy Eurostopodus temminckii)
  - óriás-füleslappantyú (Lyncornis macrotis vagy Eurostopodus  macrotis)